# Babina Greda
Babina Greda je naselje na Hrvaškem, ki upravno spada pod občino Babina Greda Vukovarsko-sremske županije.
Naselje leži ob potoku Berava in avtocesti A1 (E70) Zagreb-Beograd, 32 km jugovzhodno od Đakova. Tu je odcep ceste za Bosanski Šamac-Doboj-Sarajevo. Babina Greda je največje mesto tega dela slavonske Posavine. V naselju stoji župnijska cerkev sv. Lovrinca mučenika. Naselje se v starih listinah  v 16. stoletju omenjena kot Babagerenda kjer stoji grad knezov Gorjanskih. Islamizacija tega predela se je začela leta 1536 s prihodom  turške oblasti ter je trajala do leta 1699. Po izgonu Turkov se je začelo doseljevanje katoličanov iz  Bosanske Posavine. Katoliška župa je bila ustanovljena leta 1785, leta 1883 pa je bila tu ustanovljena prva čitalnica.

## Demografija
| Pregled števila prebivalcev po letih | Pregled števila prebivalcev po letih | Pregled števila prebivalcev po letih | Pregled števila prebivalcev po letih | Pregled števila prebivalcev po letih | Pregled števila prebivalcev po letih | Pregled števila prebivalcev po letih | Pregled števila prebivalcev po letih | Pregled števila prebivalcev po letih | Pregled števila prebivalcev po letih | Pregled števila prebivalcev po letih | Pregled števila prebivalcev po letih | Pregled števila prebivalcev po letih | Pregled števila prebivalcev po letih | Pregled števila prebivalcev po letih |
| ------------------------------------ | ------------------------------------ | ------------------------------------ | ------------------------------------ | ------------------------------------ | ------------------------------------ | ------------------------------------ | ------------------------------------ | ------------------------------------ | ------------------------------------ | ------------------------------------ | ------------------------------------ | ------------------------------------ | ------------------------------------ | ------------------------------------ |
| 1857                                 | 1869                                 | 1880                                 | 1890                                 | 1900                                 | 1910                                 | 1921                                 | 1931                                 | 1948                                 | 1953                                 | 1961                                 | 1971                                 | 1981                                 | 1991                                 | 2001                                 |
| 3943                                 | 4221                                 | 4009                                 | 4016                                 | 3918                                 | 3973                                 | 3575                                 | 3641                                 | 4061                                 | 4611                                 | 4872                                 | 4620                                 | 4159                                 | 4205                                 | 4262                                 |